# Славгородское (Алтайский край)
Славгородское — село в Алтайском крае России. Входит в городской округ город Славгород.

## История
Основано в 1910 году. В 1928 году посёлок 
Славгородское состоял из 552 хозяйств. Основное население — русские. Являлся центром Славгородского сельсовета Славгородского округа Сибирского края.

## Население
| 1997  | 1998  | 1999  | 2000  | 2001  | 2002  | 2003  |
| ----- | ----- | ----- | ----- | ----- | ----- | ----- |
| 4053  | ↗4059 | ↗4106 | ↘4046 | ↘4015 | ↘3908 | ↘3811 |
| 2004  | 2005  | 2006  | 2007  | 2008  | 2009  | 2010  |
| ↗3821 | ↘3703 | ↗3711 | ↗3766 | ↗3803 | ↘3736 | ↘3524 |
| 2011  | 2012  | 2013  | 2021  |       |       |       |
| ↗3530 | ↗3606 | ↘3557 | ↗3633 |       |       |       |